# ویلیام فیگوش-بیستری
ویلیام فیگوش-بیستری (اسلواکی: Viliam Figuš-Bystrý؛ ۲۸ فوریهٔ ۱۸۷۵ – ۱۱ مهٔ ۱۹۳۷) آهنگساز، مربی موسیقی و نویسندهٔ اولین اپرای ملی اسلواکی بود. او اهل اسلواکی بود.